# Frakanava
Frakanava (Frankenau), maleno selo u Austriji u središnjem Gradišču, blizu granice s Mađarskom, na nadmorskoj visini od 220 metara. Frakanava ima oko 500 stanovnika pretežito gradišćanskih Hrvata. Prvi put se spominje 1156. u povelji kralja Geze II. Ima sačuvanih narodnih običaja: "dožanjke" (žetveni običaj), "iskanje Boga" (na Vazam), "važiganje Vazmenoga ognja", "majuško drivo", koje mladić, obično malenu brezu, kiti svojoj dragoj u noći na prvi svibnja i drugi. Rodno je mjesto Mate Meršića Miloradića, hrvatskog svećenika, matematičara, filozofa i astronoma. 
Zajedno sa selom Dolnjom Puljom (Unterpullendorf) spojeno je u naselje Frakanava-Dolnja Pulja ili Frankenau-Unterpullendorf.

## Poznate osobe
- Mate Meršić Miloradić (* 1850. - † 1928.),  rimokatolički svećenik, gradišćanskohrvatski pjesnik, matematičar, filozof i astronom.  Tvorac je himne gradišćanskih Hrvata.

## Vanjske poveznice
- Frakanava - Frankenau